# Konrád z Botenštejna
Konrád z Botenštejna byl původem z kmene Durynků, (narozen okolo roku 1240 – zemřel po roce 1320, Durynsko, Německo) byl to žoldnéř, nájemný rytíř.

## Rod a původ
Konrád z Botenštejna byl kronikáři 14. a 15. století zaznamenán jako postava českých dějin a s údajnou vinou za zabití posledního vládnoucího Přemyslovce, krále Václava III. v roce 1306 v Olomouci
Místo Mühlhausen, bylo v 8. století psáno jako Mulhovia, také Mulhusia. Okolo roku 1000 staroslovansky Mulhaso, německy Mulhow, Mulhaff, Mulehoff.
Hrad Botenštejn (německy Burg Bodenstein, GPS 51.453611°, 10.3425°) se nachází 37 km severně od města Mühlhausen.

## Historické záznamy

### Kroniky
Kroniky, kde byl zmíněn Konrád z Botenštejna, byly sepsány až mnoho let po smrti Václava III., již za doby, kdy byl mrtev také rytíř Konrád z Botenštejna.
- Kniha kapitulních statut a nekrologium olomoucké,[3] kde se tvrdí, že: "Václavovým vrahem byl durynk Konrád".[4]

- Zbraslavská kronika (1305–1339), dílo opatů Oty Durynského a Petra Žitavského.
- Dalimilova kronika, počátek 14. století.
- Kroniky Beneše Krabice z Weitmile a Přibíka Pulkavy z Radenína.

| „                     | Divíme se všichni, že se dosud až dodnes neví, kdo byl najisto pachatelem tak nezměrné hanebnosti. Byl však spatřen jakýsi rytíř, řečený Konrád z Botenštejna, rodem Durynk, jak vyskočil z paláce, drže v ruce zkrvavený nůž, a utíkal; a ti, kteří byli venku, ho chytili a jako vraha králova zabili, dříve než mohl promluvit nějaká slova. Zda byl on nebo jiný vinen, nevím, ví to Bůh, to však vím a je to známo celému světu, že záhuba onoho mladého krále způsobila vzrůst nesčíslných útrap. | “ |
| — Zbraslavská kronika | |   |

### Zápis v matrikách v Německu
V knize Český pitaval aneb Královraždy, od Miroslava Ivanova, bylo uvedeno:
| „ | Conradus miles die Bodenstein (Bottennstein, Botenstein), Ritter des bekanten Geshleghts derer von Bodenstein, gelebt um 1240–1320, war an Mehreren Feldzügen beteiligt ... Tedy: Konrád voják z Bodensteinu (Bodtenstein, Bodenstein), rytíři známého rodu von Bodenstein, žil mezi léty 1240-1320, byli zapojeni do několika tažení ... | “ |
| — | |   |

## Historická fakta a omyly
Konrád z Botenštejna se vydal se svou družinou v roce 1306, společně s domobranou, resp. vojskem Václava III., na vojenské tažení do Polska proti Vladislavi I. Lokýtkovi. Z Olomouce odjel v následujících dnech po smrti Václava III., kdy bylo vojenské tažení neaktuální, tedy po 4. srpnu 1306. Několik let po své údajné smrti v Olomouci v roce 1306 byl zaznamenán jako účastník několika dalších válečných tažení. Nebylo tedy doloženo, že Konrád z Botenštejna byl oním vrahem Václava III. Podle durynských písemných záznamů Konrád z Mühlhausenu na hradě Bottenstein, nájemný durynský žoldnéř, zemřel v roce 1320. Tedy až o čtrnáct let po smrti Václava III.